# اوبرماسفلد-گریمنتال
اوبرماسفلد-گریمنتال (به آلمانی: Obermaßfeld-Grimmenthal) یک شهر در آلمان است که در اشمالکالدن-ماینینگن واقع شده‌است. اوبرماسفلد-گریمنتال ۱٬۲۸۲ نفر جمعیت دارد.